# Louis Désiré Blanquart-Évrard
Pour les articles homonymes, voir Blanquart et Évrard.
Louis Désiré Blanquart-Évrard , né le 2 août 1802 à Lille et mort le 28 avril 1872 dans la même ville, est un chimiste, imprimeur et photographe français du XIXe siècle, qui fut l'un des pionniers de la photographie en France, inventeur du premier procédé commercialement exploitable pour réaliser des tirages photographiques positifs sur papier à partir d'un négatif.

## Biographie
Louis Désiré Blanquart nait dans un quartier populaire de Lille, ses parents tiennent un bureau de tabac.
Il est doué pour les études, mais aussi pour l'art : il remporte plusieurs concours dans le domaine de la peinture.
Il travaille dans l'administration des tabacs, tout en étudiant et suivant les cours d'un professeur de chimie recruté par la ville Frédéric Kuhlmann. Celui-ci ne tarde pas à le remarquer.
Louis Désiré Blanquart-Évrard devient l'assistant de Kuhlmann à la chaire municipale de chimie, rue du Lombard à partir de 1826. 
En 1831, il épouse Virginie Évrard, fille d'un entrepreneur en draps et confection. Louis Désiré Blanquart prend le nom de Blanquart-Évrard, travaille dans la draperie jusqu'à prendre la succession de son beau-père.
Louis Désiré s'intéresse de près au daguerréotype, inventé par Louis Daguerre, et s'en inspire pour réaliser parmi les premières photographies de sa ville natale.
Puis, conscient des limites, un seul exemplaire possible, de production de la technique, il étudie le procédé de la calotypie inventé par Talbot, travaille à l'améliorer et fait huit communications à l'Académie des sciences sur le sujet à partir de 1847.
Il publie en janvier 1847 le procédé de tirage sur papier albuminé, un des premiers procédés de reproduction des clichés photographiques sur papier.
En 1851, il crée à Loos, près de Lille, avec Hippolyte Fockedey, l'Imprimerie photographique. Dans les années 1850, il publie le travail de nombreux artistes tels que Hippolyte Bayard, Charles Marville et Henri Le Secq.
Le 6 septembre 1851, Blanquart-Évrard dépose les toutes premières photographies de sa production à la Bibliothèque nationale, imitant en cela les graveurs, et devient le premier photographe dont les œuvres entrent dans les collections de la Bibliothèque nationale.
En 1853, il contribue à fonder le musée industriel, rue du Lombard, puis en 1854 l'École des arts industriels et des mines (École centrale de Lille).
En 1864, à l'occasion de la publication de son livre L'Intervention de l'art dans la photographie, la Société française de photographie lui décerne son prix d'honneur.

## Impressions photographiques
Blanquart-Évrard a contribué à la vulgarisation de la photographie en créant « l'imprimerie photographique », un procédé permettant la multiplication des épreuves photographiques. Dans un contexte où la photographie tentait de gagner ses lettres de noblesse face à la peinture, il a favorisé la diffusion de masse des images en leur ôtant ce que Walter Benjamin appelait « l'aura » de l'œuvre unique. Mais ce procédé ne résolvait pas le problème de la dégradation de l'image dans le temps, car ces photographies étaient composées de sels d'argent peu stables à la lumière.
Alphonse Plumier a assuré le dépôt général des photographies de l'Imprimerie photographique en Belgique de 1854 à 1856.

## Publications
- Traité de photographie sur papier (préf. Georges Ville), Paris, Librairie encyclopédique Roret, 1851. (Lire en ligne).
- Intervention de l'art dans la photographie, Lille, Danel, 1863, 20 p. (publication de l'article paru dans les Mémoires de la Société des sciences de Lille, séance des 6 février et 17 avril 1863).
- La photographie, ses origines, ses progrès, ses transformations, Lille, Danel, 1869, 61 p. et 103 photographies (Lire en ligne).

## Distinctions
- Chevalier de la Légion d'honneur